# Keetia ornata
Keetia ornata är en måreväxtart som beskrevs av Diane Mary Bridson och Elmar Robbrecht. Keetia ornata ingår i släktet Keetia och familjen måreväxter.
Artens utbredningsområde är Kongo-Kinshasa. Inga underarter finns listade i Catalogue of Life.